# 海南黄杨
海南黄杨（学名：Buxus hainanensis）为黄杨科黄杨属的植物，是中国的特有植物。分布在中国大陆的广东等地，多生长于生溪边及湿润的林下，目前尚未由人工引种栽培。
其种加词“hainanensis”意为“海南的”。